# Camellia maoniushanensis
Camellia maoniushanensis là một loài thực vật có hoa trong họ Theaceae. Loài này được J.L.Liu & Q.Luo mô tả khoa học đầu tiên năm 2007.